# پداناندیپادو
پداناندیپادو (به انگلیسی: Pedanandipadu) یک منطقهٔ مسکونی در هند است که در Pedanandipadu mandal واقع شده‌است. پداناندیپادو ۶٬۰۹۰ نفر جمعیت دارد.